# Iquique

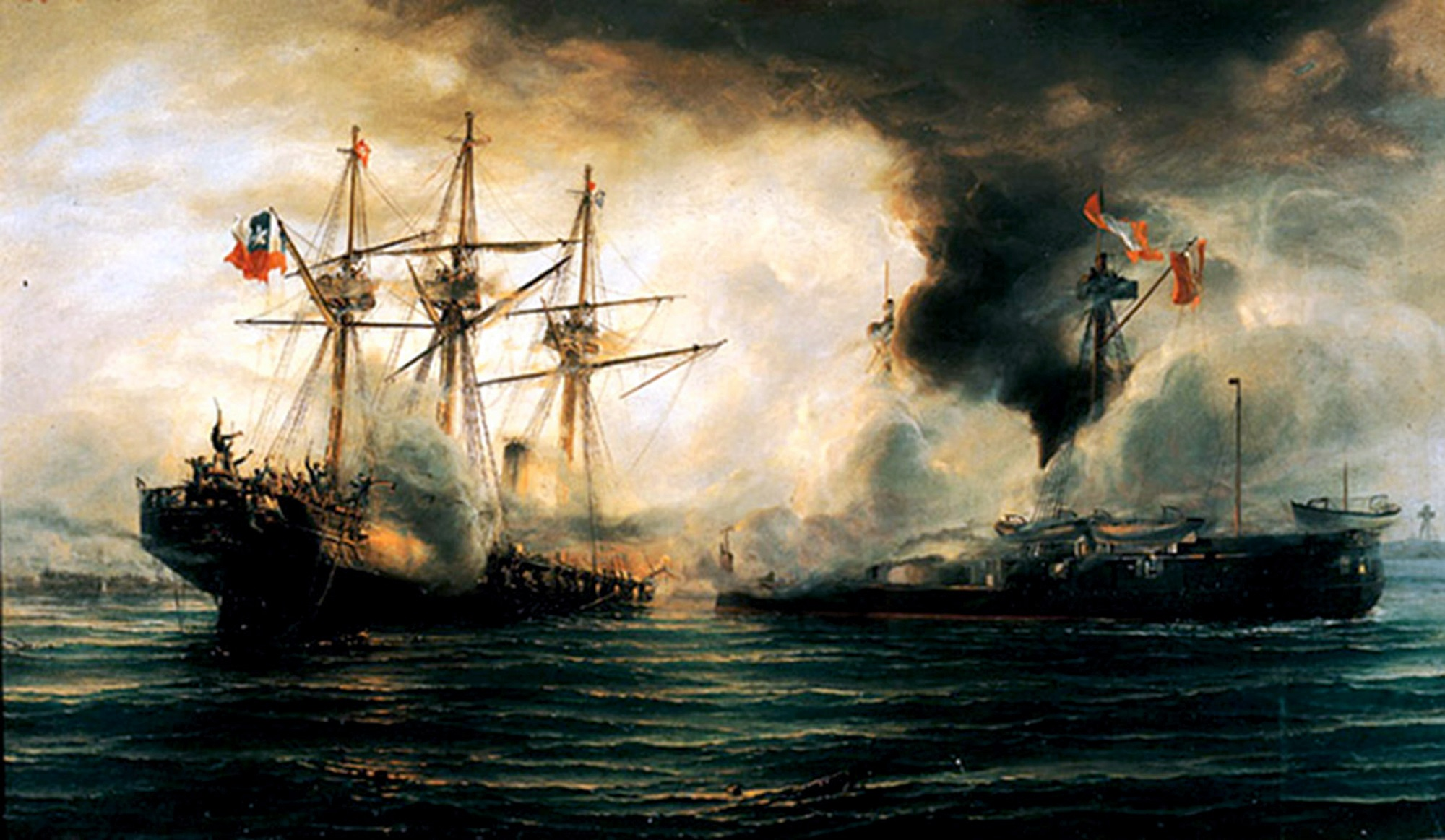
Seeschlacht vor Iquique am 21. Mai 1879

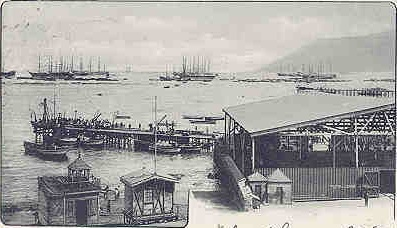
Schiffe auf Reede vor Iquique (vor 1901)

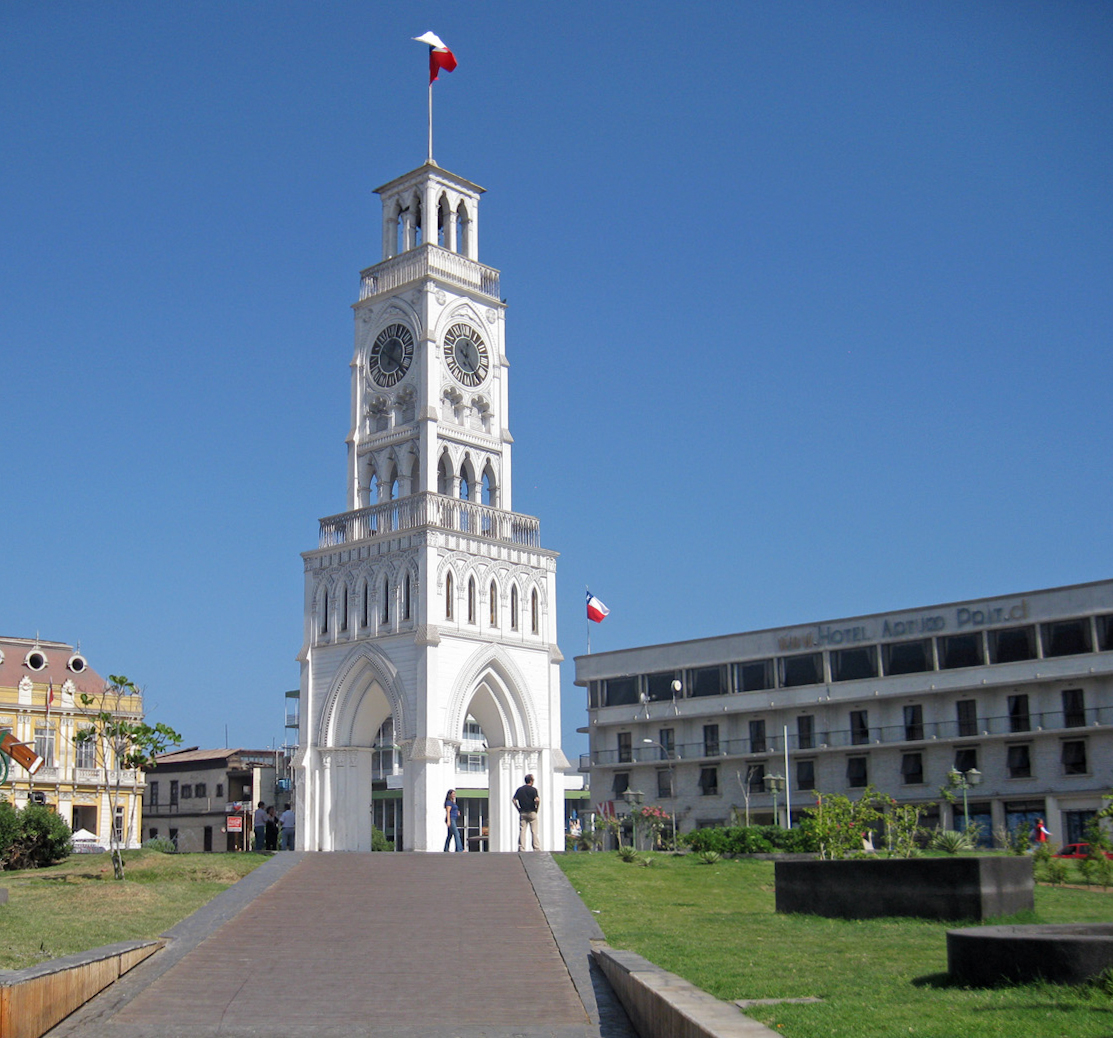
Uhrenturm auf dem Plaza Arturo Prat

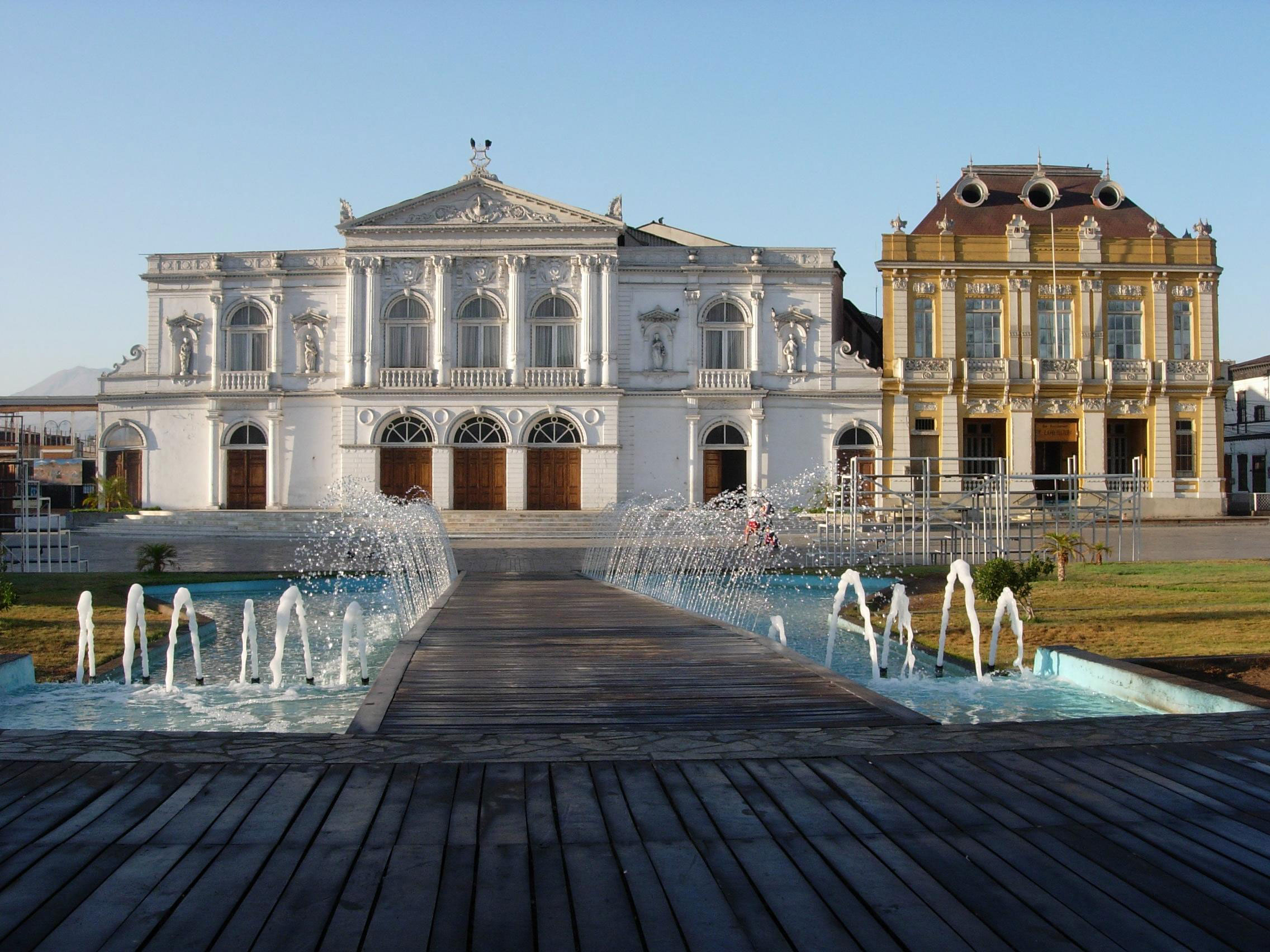
Teatro Municipal am Plaza Arturo Prat

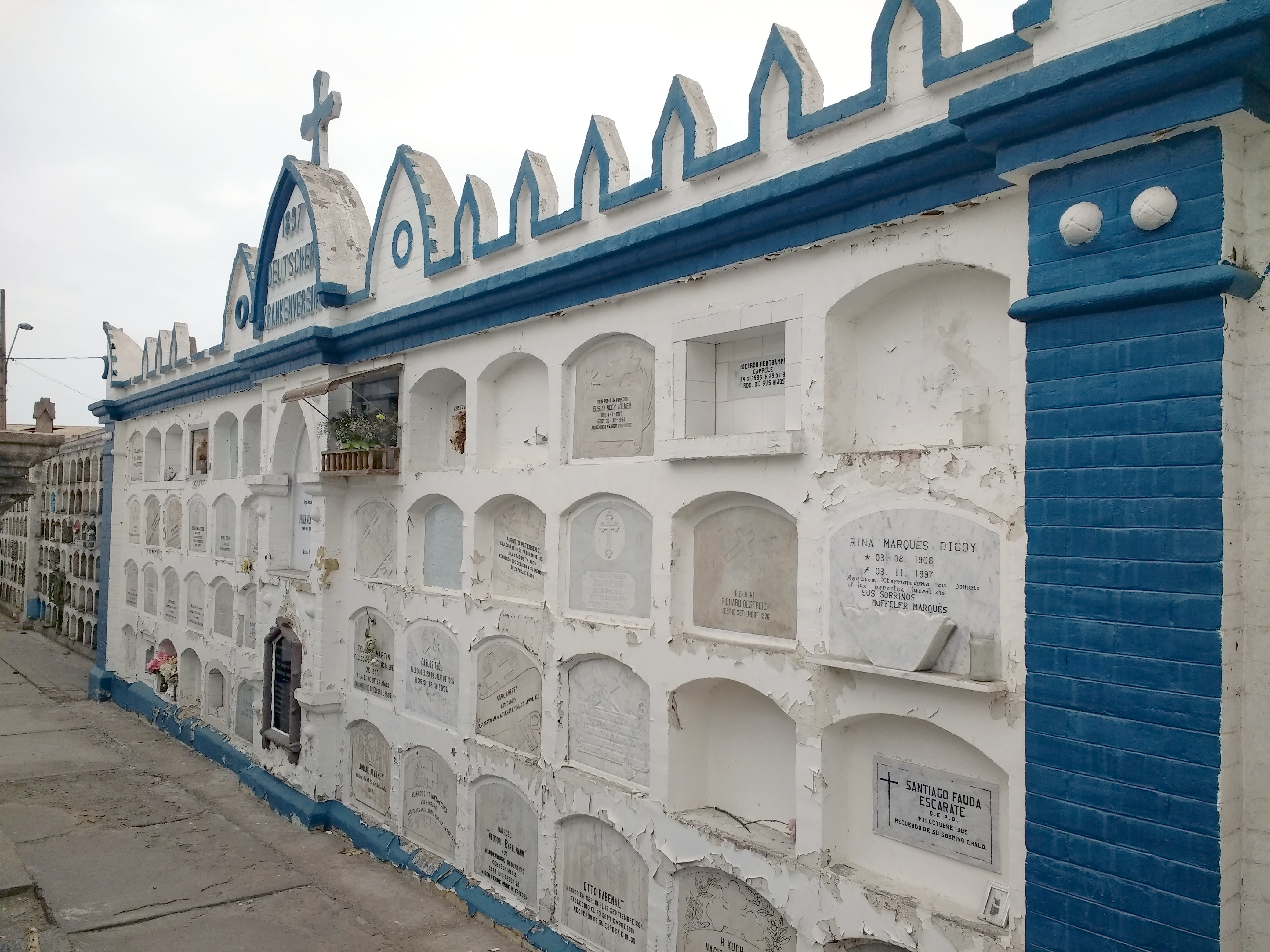
Grabstätte des Deutschen Krankenvereins

Iquique [iˈkike] ist eine Hafenstadt im Norden von Chile. Die Hauptstadt der Region Tarapacá hat 189.065 Einwohner (Volkszählung 2017).

## Geographie

### Lage
Westlich der Atacamawüste liegt die Stadt zwischen Pazifik und Kordilleren, bis etwa 50 Meter über dem Meeresspiegel.

### Klima
Das Klima ist extrem trocken, die Temperatur schwankt im Jahresmittel um 21 bis 22 Grad Celsius, es regnet äußerst selten.
|                       | Jan  | Feb  | Mär  | Apr  | Mai  | Jun  | Jul  | Aug  | Sep  | Okt  | Nov  | Dez  |   |      |
| Mittl. Tagesmax. (°C) | 24,9 | 25,2 | 24,1 | 22,3 | 20,3 | 19,0 | 18,0 | 18,1 | 18,8 | 20,0 | 21,7 | 23,6 | ⌀ | 21,3 |
| Mittl. Tagesmin. (°C) | 17,6 | 17,6 | 16,8 | 15,1 | 14,1 | 13,5 | 13,1 | 13,3 | 13,8 | 14,5 | 15,3 | 16,5 | ⌀ | 15,1 |
|                       |      |      |      |      |      |      |      |      |      |      |      |      |   |      |
| Niederschlag (mm)     | 0    | 0    | 0    | 0    | 0    | 0,3  | 0,1  | 0    | 0,2  | 0    | 0    | 0    | Σ | 0,6  |
|                       |      |      |      |      |      |      |      |      |      |      |      |      |   |      |
| Sonnenstunden (h/d)   | 10,2 | 10,3 | 9,3  | 7,4  | 6,7  | 5,9  | 5,1  | 5,2  | 6,3  | 8,0  | 8,9  | 9,7  | ⌀ | 7,7  |
|                       |      |      |      |      |      |      |      |      |      |      |      |      |   |      |
| Regentage (d)         | 0,0  | 0,0  | 0,0  | 0,0  | 0,2  | 0,1  | 0,0  | 0,0  | 0,0  | 0,0  | 0,0  | 0,2  | Σ | 0,5  |
|                       |      |      |      |      |      |      |      |      |      |      |      |      |   |      |
| Luftfeuchtigkeit (%)  | 68   | 68   | 69   | 71   | 73   | 74   | 74   | 73   | 72   | 70   | 70   | 69   | ⌀ | 70,9 |

| 17,6 |

| 17,6 |

| 16,8 |

| 15,1 |

| 14,1 |

| 13,5 |

| 13,1 |

| 13,3 |

| 13,8 |

| 14,5 |

| 15,3 |

| 16,5 |

| 17,6 |

| 17,6 |

| 16,8 |

| 15,1 |

| 14,1 |

| 13,5 |

| 13,1 |

| 13,3 |

| 13,8 |

| 14,5 |

| 15,3 |

| 16,5 |

## Geschichte
Iquique wurde im 16. Jahrhundert gegründet. Ab 1556 wurden große Silber-Verkommen in der Mine von Huantajaya in der Nähe von Iquique ausgebeutet. Huantajaya wurde für die Spanier zur zweitgrößten Silbermine nach Potosí.
Nach dem Ende der Kolonialzeit gehörte Iquique zunächst zu Peru.
Im Jahr 1835 reiste Charles Darwin nach Iquique und beschrieb es als trostloses, heruntergekommenes Dorf, das selbst Wasser aus der Ferne einführen muss. Die erste Entsalzungsanlage wurde 1845 in Betrieb genommen.
Das einst ärmliche Fischerdorf entwickelte sich allmählich zu einer ansehnlichen Stadt und einem bedeutenden Seehafen. Ein Grund dafür war der aufkommende Salpeter- und Guano-Handel (siehe auch Salpeterfahrt).
Am 13. August 1868 kam es zu einem schweren Erdbeben, ebenso am 9. Mai 1877.
Im Salpeterkrieg fand vor dem Hafen von Iquique am 21. Mai 1879 ein Seegefecht statt, das als Vorentscheidung im Kampf um die Seeherrschaft im Pazifik durch die chilenische Marine gilt. Um die Verstärkung der peruanischen Verteidiger der Hafenstadt auf dem Seewege zu verhindern, wurde der Hafen von zwei älteren chilenischen Kriegsschiffen blockiert. Die beiden peruanischen Panzerschiffe Huáscar und Independencia trafen auf die chilenischen Blockadeschiffe, wobei das peruanische Monitor Huáscar die altersschwache chilenische Korvette Esmeralda mit seinem Rammbug rammte und so versenkte. Der Jahrestag des Gefechts, bei dem der chilenische Kommandant und Nationalheld Arturo Prat zu Tode kam, wird in Chile jeweils pompös gefeiert.
Am 23. November 1879 wurde Iquique von chilenischen Truppen besetzt. Nach dem Krieg fiel die ganze Region Tarapacá mit Iquique als Hauptstadt schließlich im Vertrag von Ancón 1883 an Chile.
1880 wurde das römisch-katholische Apostolische Vikariat Tarapacá errichtet, das 1929 zum Bistum Iquique erhoben wurde.
1907 protestierten tausende Arbeiter der Salpeterwerke in Iquique gegen katastrophale Arbeitsbedingungen. Die Armee ging gegen sie vor, wobei bis zu tausend Protestierende, darunter zahlreiche Frauen und Kinder, erschossen wurden (Massaker von Iquique).
Beim Ausbruch des Ersten Weltkriegs im August 1914 befanden sich 57 deutsche Großsegler in Chile, davon etliche in Iquique. Sie wurden von der chilenischen Regierung dort interniert und blieben bis 1921 dort als Auflieger. Bei Kriegsende waren die Schiffe aufgrund jahrelang vernachlässigter Wartung in sehr schlechtem Zustand. Da das Deutsche Reich nach dem Versailler Vertrag den größten Teil seiner Handelsflotte abgeben musste, wurden sie schließlich, als Kriegsbeute konfisziert. Durch die Deutsche Segelschiff-Kontor konnten viele Schiffe wieder zurück nach Europa überführt werden. Die in Chile internierten Segelschiffe wurden noch einmal mit Chilesalpeter beladen, das die deutschen Reeder auf eigene Rechnung nach Europa verschiffen durften. Beispielhaft hier die Viermastbark Parma, die durch die Hamburger Reederei F. Laeisz für £ 10.000 zurückgekauft werden konnte und noch weit bis in die 30er Jahre auf den Weltmeeren segelte.
1975 erhielt Iquique eine Freihandelszone (ZOFRI), was zum wirtschaftlichen Aufblühen der Stadt führte. Der Aufschwung währte allerdings nicht lange, da Peru ab 1992 ebenfalls diverse Städte mit Freihandelszonen versah.
Am 12. April 2004 wurde Alto Hospicio mit 50.190 Einwohnern (Volkszählung 2002) aus Iquique ausgegliedert und zur selbständigen Gemeinde erklärt.
Iquique wurde in den Abendstunden des 1. April 2014 von einem schweren Seebeben getroffen, dessen Epizentrum ca. 100 Kilometer entfernt lag.
Im Oktober 2024 fiel die zwischen 1899 und 1904 aus Holz errichtete Franziskanerkirche San Antonio de Padua, die 1994 zu einem Nationaldenkmal erkoren wurde, einem Brand zum Opfer.

## Sehenswürdigkeiten
Der Tourismus spielt eine zunehmende Rolle. Die langen Strände ziehen trotz des nicht sehr warmen Pazifiks Badegäste an. Vor allem der Strand Cavancha ist in der Badesaison (Oktober bis April) sehr gut besucht. Es finden regelmäßige kulturelle Veranstaltungen statt (z. B. im Teatro Municipal an der Plaza Arturo Prat).
Etwa 50 km östlich der Stadt befinden sich die Humberstone- und Santa-Laura-Salpeterwerke, die zum Weltkulturerbe der UNESCO gehören.

## Wirtschaft
Der einst neben Antofagasta wichtigste Salpeterhafen Chiles hat an Bedeutung verloren, die Stadt ist nun Industriezentrum mit fisch- und erdölverarbeitenden Betrieben.
Rund 40 km südlich von Iquique liegt der internationale Flughafen Diego Aracena (spanisch Aeropuerto Internacional Diego Aracena), der zivilen und militärischen Zwecken dient.

## Söhne und Töchter der Stadt
- Ricardo Sloman (1885–1983), deutscher Geschäftsmann und Autor
- Julio Bertrand Vidal (1888–1918), Architekt, Fotograf und Zeichner
- Guillermo Cisternas (1891–1941), Fußballspieler
- Jorge Linford (1902–1969), Fußballspieler
- Elena Caffarena (1903–2003), Anwältin und Frauenrechtlerin
- Juan Zanelli (1906–1944), Automobilrennfahrer und Mitglied der französischen Résistance
- Carlos Atlagic (1915–1987), Fußballspieler
- Santiago Salfate (1916–2010), Fußballspieler
- Fred Wood (1917–1994), Fußballspieler
- Enrique Silva Cimma (1918–2012), Jurist und Politiker
- Juan Manuel Acuña (1921–1989), Fußballspieler
- Alfredo Jadresic (1925–2021), Leichtathlet und Endokrinologe
- George Robledo (1926–1989), Fußballspieler
- Domingo Massaro (1927–2025), Fußballspieler und -schiedsrichter
- Antonio Prieto (1927–2011), Sänger und Schauspieler
- Eduardo Robledo (1928–1970), Fußballspieler
- Carlos Vera (1928–2022), Leichtathlet
- Jorge Dubost (1929–2007), Fußballspieler
- Jorge Soria Quiroga (* 1936), Politiker
- Manuel Astorga (* 1937), Fußballspieler
- Óscar Hahn (* 1938), Dichter
- Domingo Campodónico (* 1944), Fußballspieler und Politiker
- Mario Maldonado (* 1949), Fußballspieler und -trainer
- Julio Crisosto (* 1950), Fußballspieler
- Eddie Campodónico (* 1951), Fußballspieler
- Hugo Solís (* 1951), Fußballspieler und -trainer
- Héctor Francino (* 1961), Fußballspieler
- José Cantillana (* 1965), Fußballspieler und -trainer
- Carlos Tejas (* 1971), Fußballspieler
- Manuel Villalobos (* 1980), Fußballspieler und -trainer
- César Cortés (* 1984), Fußballspieler
- Edson Puch (* 1986), Fußballspieler
- Christian Bravo (* 1993), Fußballspieler
- Michael Contreras (* 1993), Fußballspieler
- Brayan Cortés (* 1995), Fußballspieler
- Álvaro Delgado (* 1995), Fußballspieler
- Michael Vadulli (* 1998), Fußballspieler

## Städtepartnerschaften
- Miami-Dade County, USA
- Zadar, Kroatien